# University of Glamorgan
Die University of Glamorgan (UoG) (walisisch: Prifysgol Morgannwg) war eine walisische Universität in Glamorgan. Sie ist 2013 in der University of South Wales aufgegangen. Zu ihr gehörten die Campus Treforest, Glyntaff, Treforest Industrial Estate, Merthyr Tydfil und Cardiff. Die University of Glamorgan war als einzige walisische Universität unabhängig von der staatlichen University of Wales.

## Geschichte
1913 wurde die School of Mines gegründet, um für die Kohleindustrie von Südwales Nachwuchskräfte vor allem im Bergbau und Ingenieurwissenschaften auszubilden. Später wurde sie zur Glamorgan Polytechnic, anschließend zur Polytechnic of Wales. 1992 erfolgte die letzte Umbenennung. Die UoG zählt zu den so genannten „New Universities“, da sie aus einer Polytechnic hervorgegangen ist. 2013 fusionierten die University of Glamorgan und die University of Wales, Newport zur University of South Wales.

### Campus
Es gab mehrere Standorte:
- Treforest (Hauptcampus) – Hier befand sich neben den Fakultäten und der Hauptbibliothek auch der Sportclub, die Studentenwohnheime und die Studentenverbindung. Der Campus lag in Laufweite des Treforest Bahnhofs. Die Studentenwohnheime befinden sich am Hang oberhalb der Vorlesungsgebäude.
- Glyntaff – Hier befand sich die Law School und die School of Care Sciences. Dieser Campus besaß seine eigene, spezialisierte Bibliothek.
- Tyn Y Wern ( /tɪn ɜ wɛɹn/) befand sich im Treforest Industrial Estate. Es war die Außensportanlage der Universität.
- Partner colleges – Die Universität unterhielt Partnerschulen in ganz Südwales.
- Cardiff – Hier wurde 2007 ein neuer Campus in der Nähe der Cardiff Queen Street eröffnet.

### Fakultäten
- Cardiff School of Creative & Cultural Industries
- Faculty of Health, Sport & Science
- Faculty of Humanities and Social Sciences
- Faculty of Advanced Technology
- Glamorgan Business School
- Faculty of Further Education and Collaborative Activities
- Centre for Lifelong Learning

Koordinaten: 51° 35′ 21″ N, 3° 19′ 38″ W